# Kamienica przy ulicy Mikołaja Zyblikiewicza 18 w Krakowie
Kamienica przy ulicy Mikołaja Zyblikiewicza 18 – zabytkowa kamienica znajdująca się w Krakowie, w dzielnicy I przy ul. Mikołaja Zyblikiewicza, na Wesołej.
Kamienica została wzniesiona w 1906 roku według projektu architekta Józefa Pokutyńskiego. 
Budynek został wpisany do gminnej ewidencji zabytków. Znajduje się na obszarze Wesołej, której układ urbanistyczny został wpisany 16 lutego 1984 do rejestru zabytków.